# Konyaspor (baloncesto)
El Konyaspor Kulübü, conocido como Arabam.com Konyaspor por motivos de patrocinio, es un equipo de baloncesto turco con sede en la ciudad de Konya, que compite en la BSL, la máxima división de su país. Disputa sus partidos en el Selçuklu Belediyesi Spor Salonu, con capacidad para 4.200 espectadores. Es una sección del club de fútbol Konyaspor.

## Historia
La historia de la rama de baloncesto de Konyaspor se remonta a la década de 1950. La sección, que fue cerrada y reabierta varias veces a lo largo del tiempo por motivos económicos, finalmente se puso en funcionamiento el 27 de febrero de 2019, con la toma de control de la sucursal afiliada a Selçuklu Belediyespor. De este modo, el equipo compitió en la Türkiye Basketbol 1. Ligi en la temporada 2018-19, terminando la liga en el séptimo lugar. El equipo acabó la temporada siguiente en el noveno lugar debido a que la liga se interrumpió debido a la pandemia.
En la temporada 2021-22, alcanzaron los playoffs de ascenso, disputando los cuartos de final con el TED Ankara Kolejliler, a quienes derrotaron 2-1. En semifinales se deshicieron del İstanbul Teknik Üniversitesi B.K. por 3-1, y ya en la final derrotaron al Samsunspor también por 3-1, logrando el ascenso a la BSL.